# IC 3300
IC 3300 — галактика типу Sc (компактна спіральна галактика) у сузір'ї Волосся Вероніки.
Цей об'єкт міститься в оригінальній редакції індексного каталогу.